# Sergej Staniszew
Sergej Dmitriewicz Staniszew, bułg. Сергей Дмитриевич Станишев (ur. 5 maja 1966 w Chersoniu) – bułgarski polityk i dziennikarz, przewodniczący Bułgarskiej Partii Socjalistycznej i Partii Europejskich Socjalistów, w latach 2005–2009 premier Bułgarii, eurodeputowany VIII i IX kadencji.

## Życiorys
W 1989 ukończył studia z zakresu historii na Moskiewskim Uniwersytecie Państwowym, w 1994 obronił doktorat. Kształcił się również na London School of Economics oraz w moskiewskiej szkole studiów politycznych. W latach 1994–1995 pracował jako dziennikarz. W 1995 wstąpił do Bułgarskiej Partii Socjalistycznej, został etatowym pracownikiem BSP jako główny ekspert w wydziale polityki zagranicznej i współpracy międzynarodowej. Stopniowo awansował w hierarchii partyjnej, wchodząc w 2001 do zarządu ugrupowania. W tym samym roku z ramienia Koalicji na rzecz Bułgarii uzyskał mandat posła do Zgromadzenia Narodowego, który następnie odnawiał w 2005, 2009 i 2013.
15 grudnia 2001 został przewodniczącym Bułgarskiej Partii Socjalistycznej, w tym samym miesiącu stanął na czele klubu parlamentarnego koalicji. Po zwycięstwie socjalistów w wyborach parlamentarnych w 2005 zadeklarował, że w nowym gabinecie nie znajdzie się miejsce dla przedstawicieli Narodowego Ruchu Symeona Drugiego, który rządził w latach 2001–2005. Jednak, kiedy 27 lipca jego propozycja gabinetu została odrzucona w parlamencie głosami m.in. liberałów, rozpoczęły się pierwsze próby zawiązania nowej koalicji. Ostatecznie, 16 sierpnia, Sergej Staniszew ogłosił nowy skład rządu, w którym zasiedli ministrowie trzech największych partii w Zgromadzeniu Narodowym 40. kadencji (oprócz socjalistów i partii jego poprzednika także Ruchu na rzecz Praw i Wolności).
Sergej Staniszew był trzecim w historii Bułgarii premierem, który przetrwał na swoim stanowisku pełną, czteroletnią kadencję. W okresie pełnienia przez niego tej funkcji Bułgaria weszła do Unii Europejskiej. Jego gabinet oskarżany był jednak o brak skuteczności w walce z korupcją, marnotrawienie funduszy unijnych oraz uzależnienie kraju od dostaw gazu z Rosji. Ponadto krytycy Sergeja Staniszewa przywoływali kilka afer, w które zaangażowani byli członkowie jego rządu: naciski ministra skarbu Rumena Owczarowa na prokuratorów w celu znalezienia kompromitujących dokumentów na dyrektora państwowego zakładu produkującego papierosy oraz sprawę ministra spraw wewnętrznych Rumena Petkowa, który spotykał się z kryminalistami oraz nakazał zakładanie nielegalnych podsłuchów dziennikarzom i przeciwnikom politycznym. Po krytyce opozycji, a także przedstawicieli Unii Europejskiej, obaj politycy zostali usunięci z gabinetu.
W wyborach parlamentarnych w 2009 kierowani przez niego socjaliści zajęli drugie miejsce, przechodząc do opozycji. Sergej Staniszew nie został odwołany ze stanowiska przewodniczącego partii, pozostał członkiem parlamentu, utrzymując mandat również w 2013. W listopadzie 2011 został jednocześnie pełniącym obowiązki przewodniczącego Partii Europejskich Socjalistów, a na kongresie we wrześniu 2012 wybrano go na przewodniczącego PES. Stanowisko to zajmował do października 2022.
W 2014 Sergej Staniszew z ramienia Koalicji na rzecz Bułgarii uzyskał mandat eurodeputowanego VIII kadencji. W tym samym roku zakończył pełnienie funkcji przewodniczącego BSP. W 2019 z powodzeniem ubiegał się o reelekcję w wyborach europejskich.

## Życie prywatne
Bułgarskie obywatelstwo uzyskał w 1996, wcześniej posiadał obywatelstwo radzieckie i następnie rosyjskie. Jego partnerką życiową do 2009 była dziennikarka Elena Jonczewa. Później związany z Moniką Josifową, z którą ma dwoje dzieci. Para zawarła związek małżeński w 2013.